# Феномен электронного голоса
Феномен электронного голоса, или «электронный голосовой феномен» (англ. electronic voice phenomenon), — появление на аудиозаписях шумов, напоминающих человеческий голос. Парапсихологи считают феномен электронного голоса паранормальным явлением.
Рациональные объяснения феномена электронного голоса включают апофению (восприятие закономерностей в случайной информации), артефакты при записи, или же мистификации.
Учёные рассматривают феномен электронного голоса как форму слуховой парейдолии (интерпретация случайных звуков как голоса на своём родном языке) и псевдонауку, популяризируемую массовой культурой.

## История
Впервые предположение о существовании данного явления было предложено и исследовано шведским кинопродюсером Фридрихом Юргенсоном. В 1959 году Юргенсон записывал на магнитофонную ленту голоса птиц. Во время записи не произошло ничего необычного, однако когда Юргенсон прослушал сделанные записи, то помимо голосов птиц обнаружил на ленте запись постороннего мужского голоса на норвежском языке. Юргенсон был уверен, что во время записи поблизости не было людей, и потому решил, что магнитофон случайно записал передачу одной из норвежских радиостанций. Так как шведский и норвежский языки очень близки, то Юргенсон сразу понял, что голос на записи ведёт рассказ о звуках, издаваемых птицами. Наведя справки, он выяснил, что в тот день, когда он сделал запись, ни одна из норвежских радиостанций не передавала в эфире программ подобного содержания. Тогда Юргенсон начал проводить опыты по изучению данного явления. Вскоре ему даже удалось якобы установить связь со своей покойной матерью. Позднее он подробно описал данный феномен. Последователем Юргенсона стал латвийский психолог Константин Раудиве.
Ранее подобными исследованиями также занимался Томас Эдисон. Эдисон высказывал мнение, что личностные качества человека, такие как, к примеру, характер и интеллект, не исчезают после смерти его физического тела, но лишь переходят в иную плоскость бытия. Эдисон работал над созданием электронного приспособления, позволившего бы получать информацию, передающуюся душами умерших. Была версия, что Эдисон собрал прибор, напоминающий диктофон, при помощи которого он собирался связаться с мёртвыми.

## Рациональные объяснения
Подобная трактовка феномена не является научным фактом и не признаётся наукой. Научное объяснение состоит в том, что при восприятии информации мозгом имеется тенденция поиска закономерности в случайных раздражителях (апофения, парейдолия). Кроме того, не исключена возможность, что некоторые записи «электронного голоса» сделаны в целях мошенничества или шутки.

### Психологическое
Слуховая парейдолия — это ситуация, когда мозг неправильно интерпретирует случайные паттерны как знакомые. В случае ЭГФ это может привести к тому, что наблюдатель интерпретирует случайный шум на аудиозаписи как знакомый звук человеческого голоса. Склонность к тому, что исследователь услышит голос именно на своем языке, а не на незнакомом, приводилась в качестве доказательства апофении, и широкий класс явлений, названных Джо Бэнксом как «аудио Роршаха» (с отсылкой на тест исследования личности «пятна Роршаха»), был использован в качестве опровержения всех проявлений ЭГФ. Несмотря на это, приверженцы ЭГФ заявляют, что развоплощённые сущности приспосабливаются к речи контактёра, отсюда и голоса только на знакомом языке.
В ходе расследования предполагаемой картины с привидениями в музее Западной Вирджинии в 2019 году исследователь паранормальных явлений Кенни Биддл исследовал заявления владельца музея и охотников за привидениями о том, что запись ЭГФ, в которой четко слышно имя женщины «Энни», на самом деле является голосом женщины на портрете. На обратной стороне портрета написано имя Энни, что заставит любого, кто прислушается к этому имени, знать, что именно услышать. ЭГФ был создан с использованием радио RadioShack, «которое было модифицировано для того, чтобы позволить непрерывно сканировать доступные частоты AM или FM, не приглушая звук». Биддл пишет: «Я могу гарантировать, что рано или поздно вы услышите что-то похожее на имя, и есть большая вероятность того, что это будет имя, потому что вы слушаете радиопередачи, репортажи новостей, рекламные ролики и т. д.» Биддл перечисляет такие слова, как «компания, что угодно, кто угодно, красное дерево, много, даже любой» (англ. company, anything, anyone, mahogany, many, or even any), как слова, которые обычно можно услышать во время прослушивания радио. Фраза «…и он…» (англ.  and he) также звучала бы как «Энни» для любого, кто готов был услышать имя Энни.
Скептики, такие как Дэвид Федерлайн, Крис Френч, Теренс Хайнс и Майкл Шермер заявляют, что ЭГФ обычно записывается путем повышения электрического шума, создаваемого всеми электрическими устройствами, с целью создания белого шума. Когда этот шум фильтруется, его можно заставить производить шумы, которые звучат как речь. Федерлайн говорит, что это ничем не отличается от использования педали «ваха» на гитаре, которая является фильтром фокусированной развёртки и перемещается по спектру, создавая открытые гласные звуки. Это, по словам Федерлайна, звучит точно так же, как некоторые ЭГФ. Это, в сочетании с перекрёстной модуляцией радиостанций или неисправными контурами заземления, может вызывать ощущение паранормальных голосов. Человеческий мозг эволюционировал, чтобы распознавать паттерны, и если человек прислушается к достаточному количеству шума, он распознает слова, даже если у них нет разумного источника.
Апофения относится к парейдолии, но отличается от неё. Апофения определяется как «спонтанное нахождение связей или смысла в вещах, которые случайны, несвязны или бессмысленны», и выдвигается в качестве возможного объяснения. По мнению психолога Джеймса Элкока, то, что люди слышат в записях ЭГФ, лучше всего можно объяснить апофенией, кросс-модуляцией или принятием желаемого за действительное. Элкок пришёл к выводу, что «феномен электронного голоса — это продукт надежды и ожидания; претензии увядают под светом научного исследования». Например, Майкл Шермер в своей книге «Скептик: Рациональный взгляд на мир» пишет: «ФЭГ — одна из версий того, что я называю ФЗММ (феномен „заведи меня, мертвец“): если достаточно долго сканировать шум, то сигнал обязательно найдётся, есть он там на самом деле или нет». Также Брайан Регал в книге «Псевдонаука: Критическая энциклопедия» (2009) писал: «Можно привести доводы в пользу того, что многие ЭГФ являются артефактами самого процесса записи, с которыми не знакомы операторы. Большинство ЭГФ имеют альтернативные, недуховные источники; они не имеют чёткого доказательства своего духовного происхождения».

### Физическое
Интерференция прослеживается в записях ЭГФ, особенно тех, которые записаны на устройствах, содержащих схему RLC. Эти случаи представляют собой радиосигналы голосов или других звуков из вещательных источников. Помехи от радиопередач CB и беспроводных радионянь, или аномалии, генерируемые через перекрёстную модуляцию от других электронных устройств, — это всё задокументированные явления.
Ошибки захвата — это аномалии, создаваемые методом, используемым для захвата звуковых сигналов, например, шум, возникающий в результате чрезмерного усиления сигнала в точке записи.
Артефакты, созданные во время попыток повысить чёткость существующей записи, могут объяснить некоторые ЭГФ. Методы включают передискретизацию, частотную изоляцию, шумоподавление или усиление, что может привести к тому, что записи приобретут качества, значительно отличающиеся от тех, которые присутствовали в исходной записи.
Самые первые записи ЭГФ, возможно, возникли из-за использования магнитофонной аппаратуры с плохо выровненными стирающими и записывающими головками, что привело к неполному стиранию предыдущих аудиозаписей на ленте. Это может привести к тому, что небольшой процент предыдущего материала будет наложен или смешан в новую «тихую» запись (однако голоса, полученные Юргенсоном, по его словам, сообщали ему детали, которые могли быть известны только ему самому, и факты, касающиеся ближайших родственников, и маловероятен шанс, что он случайно забыл, как записывал данные сообщения на свой же магнитофон).

## В культуре
- «Прикосновение» — российский фильм ужасов 1992 года (реж. Альберт Мкртчян).
- «Белый шум» — американский мистический триллер 2005 года (реж. Джеффри Сакс), возбудивший массовый интерес к исследованию электронного голосового феномена[17].